# Мельник Юрій Миколайович
Ю́рій Микола́йович Ме́льник — генерал-майор (з 14 жовтня 2015-го) Збройних сил України.

## З життєпису
2014 року — офіцер групи «Б», з боями із штабом виходив з Іловайська «гуманітарним коридором».
Начальник Центрального бронетанкового управління Збройних Сил України.

## Відзнаки та нагороди
За вагомий особистий внесок у зміцнення обороноздатності та безпеки Української держави, зразкове виконання військового обов'язку, високий професіоналізм та з нагоди 18-ї річниці Збройних Сил України нагороджений медаллю «За військову службу Україні» (1.12.2009).